# Энсинас, Алисия
И́рма Али́сия Энси́нас Кано́ (исп. Irma Alicia Encinas Cano; род. 24 апреля 1954, Тоничи, Сонора, Мексика), также известна как Алисия Энсинас (исп. Alicia Encinas) — мексиканская актриса кино, телевидения и театра. Российским зрителям актриса наиболее знакома по телесериалам, в частности «Вивиана» и «Дикая Роза».

## Краткая биография
Родилась 24 апреля 1954 года в небольшом городке Тоничи, относящегося к муниципалитету Сойопа, штат Сонора. В 1972 году юная Алисия начала участвовать в конкурсах красоты. Через год девушка победила на общенациональном конкурсе красоты, организатором которого выступала газета El Heraldo de México. Благодаря этой победе она и попала в кино и в том же году исполнила небольшую роль в фильме «Святой и Синий Демон против Дракулы и Человека-волка». После дебюта последовали и другие работы в кино, а во второй половине 70-х годов актриса стала сниматься и в телесериалах. В 1975 году она дебютировала на малых экранах в мыльной опере «Пойдём вместе». Одной из наиболее значительных ролей актрисы на телевидении стала учительница мисс Эвергрин в подростковой комедии про школу «Cachún cachún ra ra!», которую она исполняла с 1981-го по 1987 год. В 2017 году она участвовала в постановке комедии «La Fiaca» в театре NH в Мехико.

## Избранная фильмография

### СериалыTelevisa
- 1975 — Пойдём вместе / Ven conmigo
- 1977 — Рина / Rina — Гисела
- 1978 — Вивиана / Viviana — Клара
- 1981-1987 — Cachún cachún ra ra! — мисс Эвергрин
- 1981 — Соледад / Soledad — Мариан Монтерани (Нана)
- 1983 — Амалия Батиста / Amalia Batista — Вивиана
- 1984 — Счастливые годы / Los años felices — Селесте
- 1987-1988 — Дикая Роза / Rosa salvaje — Лулу Каррильо (на русский язык дублировала Раиса Рязанова)
- 1988 — Грех Оюки / El pecado de Oyuki — Рейна Лемонс
- 2007 — Чистая любовь / Destilando amor — Барбара де Торребланка
- 2008 — Роза Гваделупе / La Rosa de Guadalupe — Пура
- 2011 — Как говорится / Como dice el dicho — Габриэла
- 2013 — Непокорное сердце / Corazón indomable — Херминия
- 2014 — Итальянка собирается замуж / Muchacha italiana viene a casarse — Ливия Аларкон

### Фильмы
- 1973 — Святой и Синий Демон против Дракулы и Человека-волка / Santo y Blue Demon vs. Drácula y el Hombre Lobo
- 1974 — Первый шаг женщины / El primer paso... de la mujer
- 1974 — Лунатик / El sonámbulo
- 1976 — Мальчик и звезда / El niño y la estrella
- 1977 — В собственную защиту / En defensa propia — Росио
- 1978 — Пчёлы / The Bees — Лаура
- 1979 — Карлос террорист / Carlos el terrorista — жена Карлоса
- 1980 — Наша клятва / Nuestro juramento — Эльза
- 1981 — Невезучие (Козочка или На живца) / La chèvre / La cabra — девушка в отеле
- 1981 — Секс богатых / El sexo de los ricos — Сьюзан
- 1982 — Странный сын шерифа / El extraño hijo del Sheriff
- 1983 — Месть Марии / La venganza de María
- 1987 — Погоня в Лас-Вегасе: Возвращение / Persecución en Las Vegas: "Volveré" — Дебби
- 2002 — Симон. Настоящий мужчина / Simón, el gran varón
- 2003 — Ни с того, ни с сего / Sin ton ni Sonia — Тигреска